# Stroomstootwapen

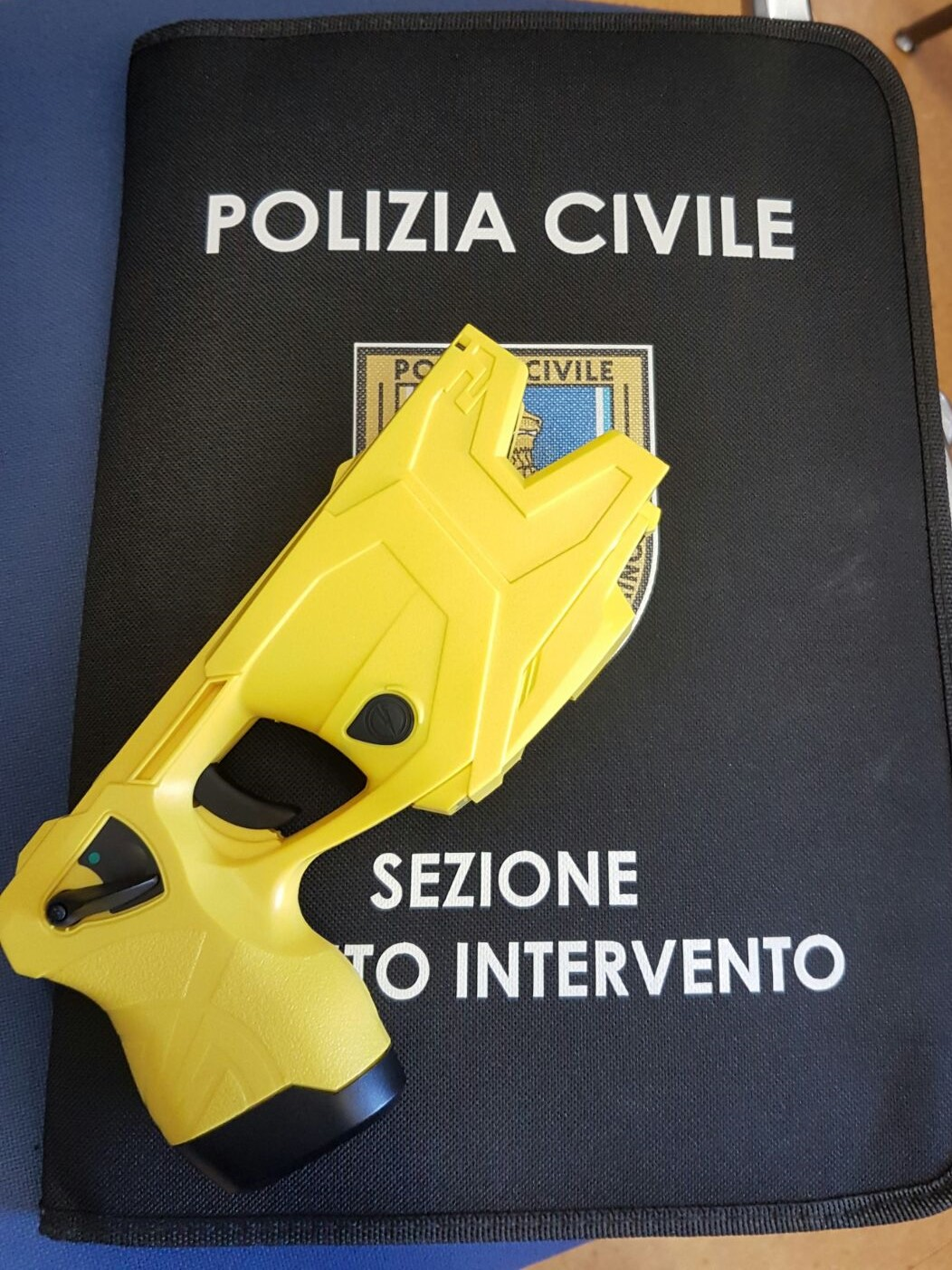
Taser X2

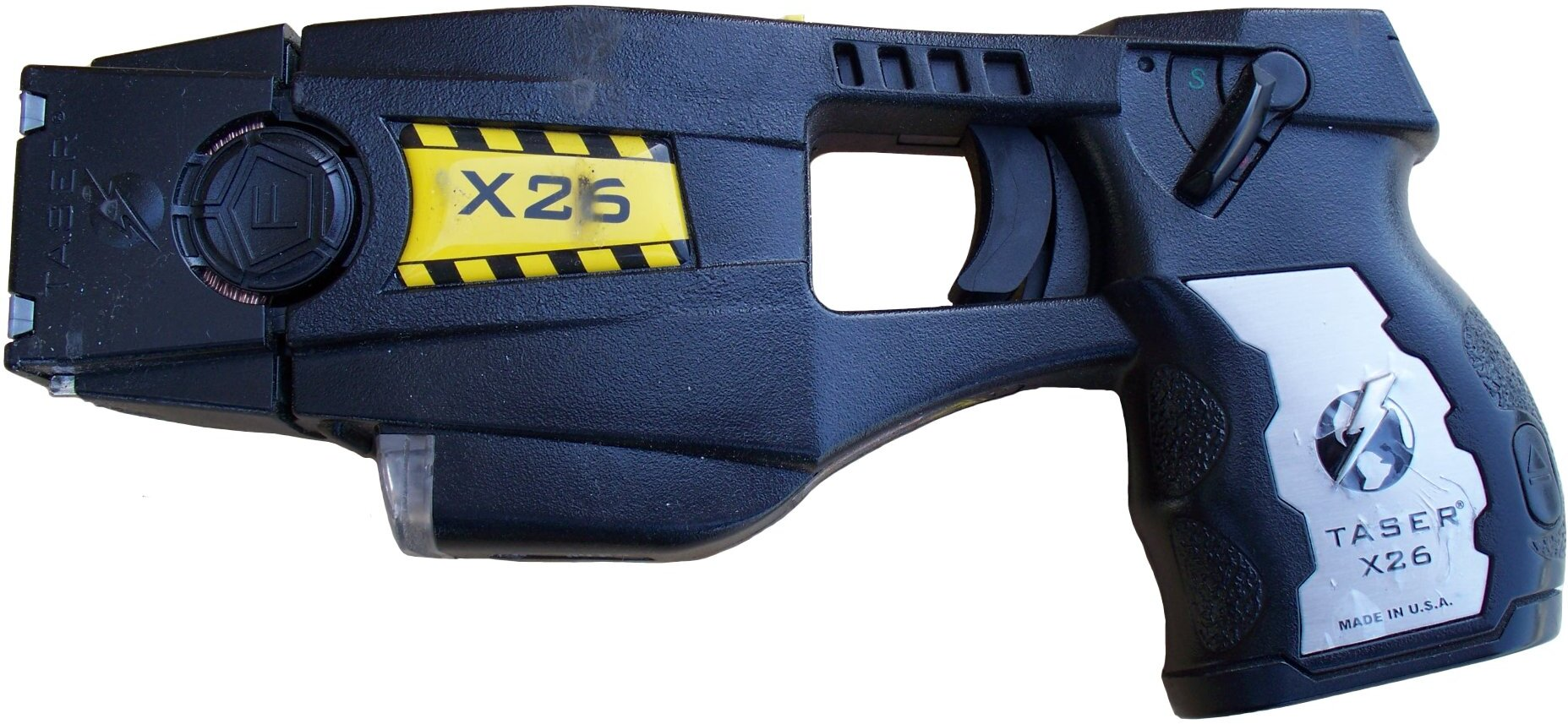
Taser X26

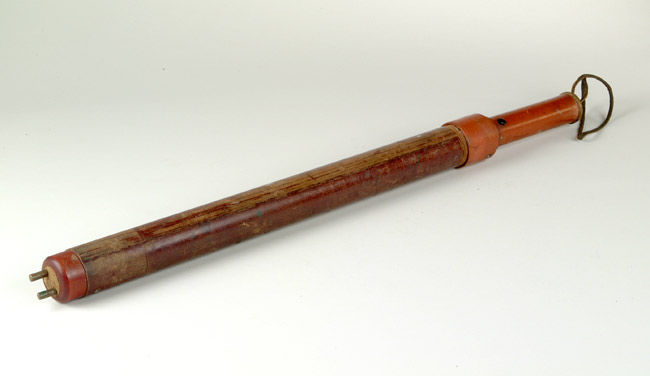
Stroomstootwapen voor vee, ca. 1950

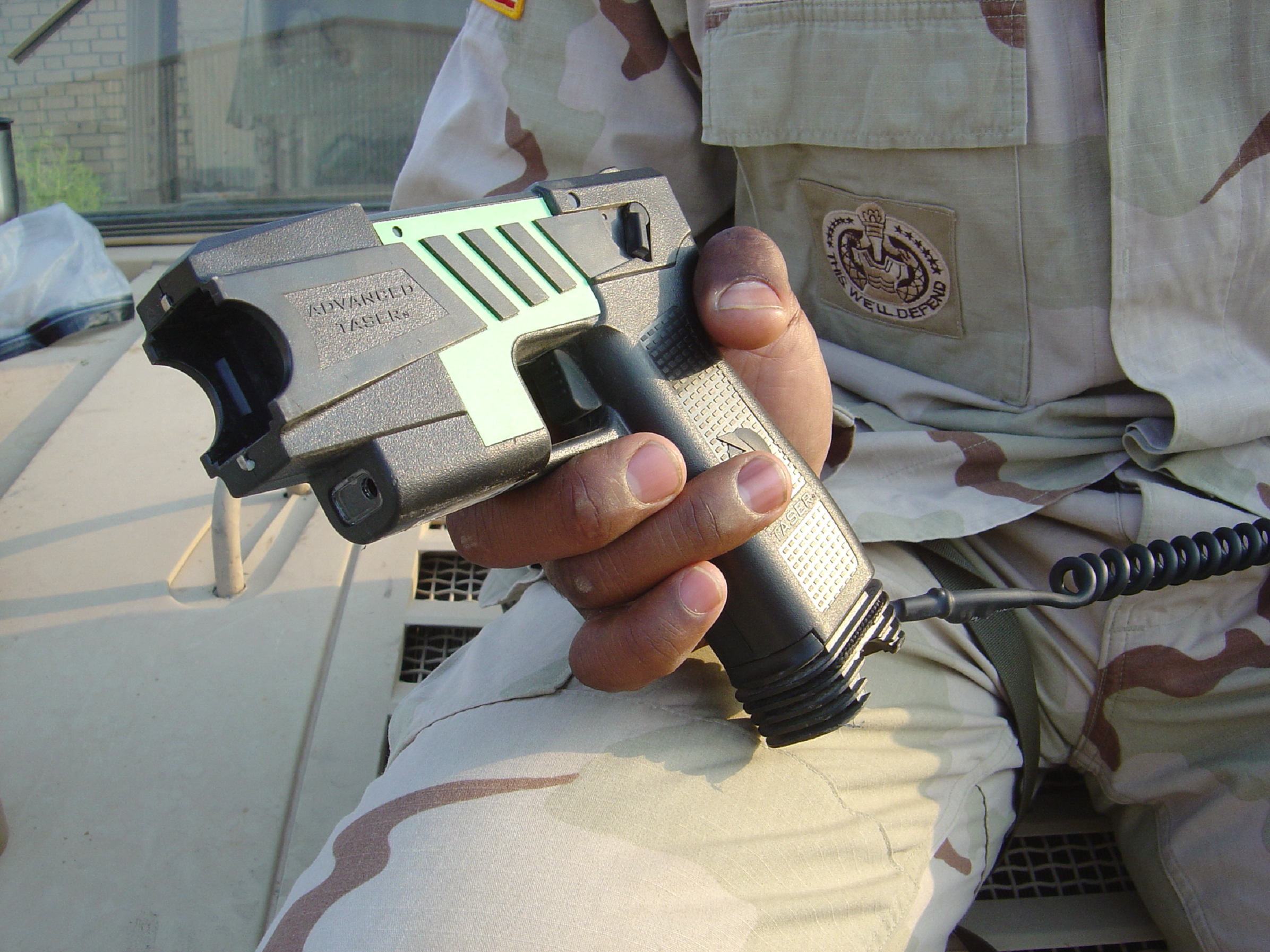
Militaire versie van de Taser

Een stroomstootwapen, ook wel elektroschokwapen genoemd, is een wapen waarmee elektrische schokken kunnen worden toegediend. Dit kan gebruikt worden om het slachtoffer een pijnprikkel toe te dienen, of om de spieren van het lichaam tijdelijk te verlammen. Stroomstootwapens van het laatste type worden wel taser genoemd, naar de merknaam van het bekendste wapen van dat type.
Stroomstootwapens die vooral bedoeld zijn om een pijnprikkel op te wekken, worden onder andere gebruikt in slachthuizen en door boeren, om vee op te drijven.
De politie kan een op verlamming gebaseerd stroomstootwapen gebruiken in situaties waarin het gebruik van geweldsmiddelen zoals een wapenstok, pepperspray of een stunbag niet effectief is en waarbij het gebruik van zwaardere geweldsmiddelen zoals een vuurwapen of een politiehond niet wenselijk is vanwege risico's voor de te overmeesteren persoon of omstanders.

## Werkingsprincipe
Een hoge elektrische spanning met lage stroomsterkte kan worden gebruikt om pijn te veroorzaken en/of spieren onwillekeurig te laten samentrekken.
De benodigde hoge spanning wordt doorgaans in meerdere stappen opgewekt vanuit de lage spanning van een batterij. De eerste stap is een batterijgevoede wisselrichter die van de lage gelijkspanning van de batterij een wisselspanning maakt van enige honderden volt. Deze spanning wordt met een aantal uit diodes en condensatoren bestaande spanningsverdubbelaars verder verhoogd en in een laatste impulstransformator opgetransformeerd tot 2-10 kV. Een elektrische spanning van deze waarde levensgevaarlijk maar door de elektrische spanning toe te dienen in kortstondige opeenvolgende pulsen van enkele microseconden, is er geen sprake van levensgevaar. De schakeling vertoont gelijkenis met de schakelingen in een elektronenflitser, een elektrische vliegenmepper en schrikdraad.

## Taser
Taser is de merknaam van een veelvoorkomend stroomstootwapen van producent Axon Enterprise Inc.  dat het slachtoffer tijdelijk uitschakelt door verlamming van de spieren. Een X26-Taser schiet twee naalden af die in de huid doordringen waarna de elektrische schok wordt toegediend. Het gevolg is dat de spieren van het doelwit verkrampen waardoor hij of zij tijdelijk buiten gevecht wordt gesteld. Voordeel van dit systeem is dat de elektrische schok op afstand wordt toegediend. Zonder dit afstandssysteem faalt het gebruik van een stroomstootwapen relatief vaak omdat het niet altijd mogelijk blijkt de elektrodes correct tegen het lichaam te houden.

### Risico's
Voor de meeste mensen zal de stroomstoot geen negatieve gevolgen behoren te hebben, zo blijkt uit diverse onderzoeken. Als het wapen gebruikt wordt op mensen die lijden aan hartziektes of aan andere aandoeningen, zou een toegediende stroomstoot fataal kunnen zijn, maar de meeste onderzoeken die daar specifiek naar keken hebben laten zien dat die risico's zeer klein of zelfs verwaarloosbaar zijn. Een test uit 2007 door de Cleveland Clinic toonde aan dat Tasers de werking van pacemakers of implanteerbare defibrillators niet verstoren. Uit onderzoek door artsen van de eerste hulp van het Medisch Centrum van de Universiteit van Californië in San Diego bleek dat de Taser geen blijvende effecten heeft op gezonde proefpersonen. Onderzoek door Amnesty International in 2012 gaf de schatting dat er tot op dat moment 500 personen zouden zijn overleden na confrontaties met de politie waar een stroomstoot werd toegediend; dat komt neer op ongeveer 1 op de 5.000 personen (0,02%). Er zijn diverse onderzoeken gedaan naar de effecten van stroomstootwapens, zowel in laboratoria als 'in het echt', waarbij is gekeken naar hartritmestoornissen, ademhaling, stofwisseling en stress. Uit die onderzoeken blijkt dat de Taser een klein, maar niet te verwaarlozen risico oplevert voor gezonde volwassenen en dat sterfgevallen het gevolg zijn van andere factoren, zoals drugsgebruik, vooraf bestaande medische problemen of een opwindingsdelier.
Een onderzoek in de Verenigde Staten door Reuters leverde informatie op over 1.005 personen die tussen 1983 en juli 2017 zijn overleden nadat door de politie een Taser was gebruikt – meestal als een van de geweldsmiddelen naast andere. De rapporten over deze voorvallen werden achterhaald in 712 gevallen en in ten minste 153 van die zaken was de Taser volgens de lijkschouwer of een medisch expert een van de oorzaken van het overlijden of een 'contributing factor'. In alle andere gevallen was de dood het gevolg van een combinatie van hartaandoeningen of medische problemen, drugsgebruik en verschillende soorten trauma.

### Nederland

#### Pilot arrestatieteams 2009
In Nederland is in 2009 een proef van start gegaan met de inzet van het wapen bij arrestatieteams van de politie. In mei 2009 werd voor het eerst een Taser gebruikt door een arrestatieteam dat een man uitschakelde die volgens de politie onder invloed van wiet en cocaïne 'helemaal door het lint' ging. Tussen 2009 en 2011 werd de Taser vooral ingezet bij psychotische, suïcidale verdachten, of mensen onder invloed van drank of drugs. Volgens onderzoek van de Politieacademie is de Taser tijdens de pilot achttien keer gebruikt en is de inzet effectief geweest. In twee gevallen is er een klacht ingediend, maar beide klachten zijn ongegrond verklaard. De gebruikers vinden de Taser ondanks het beperkte aantal inzetten een goede aanvulling op hun geweldmiddelen: de Taser is namelijk ook een aantal keren met positief resultaat alleen ter dreiging ingezet. Verder is het positief dat de verdachte zo min mogelijk schade wordt berokkend: de Taser is 'eerste keus' omdat het letsel door toepassing van fysiek geweld, de stunbag of de hond in de regel veel groter is. De richtlijn die de politie in Nederland hanteert is dat de Taser niet ingezet mag worden op zichtbaar zwangere vrouwen, kinderen onder de 12 jaar en mensen met zichtbare ademhalings- of andere ernstige gezondheidsstoornissen. Een groep die niet benoemd is in de richtlijn van de politie, maar waar men in de praktijk wel voorzichtigheid betracht zijn ouderen (60 jaar en ouder). Op deze groep zal niet snel een stroomstootwapen worden ingezet, zo gaven de politieteams aan in het onderzoek uit 2011.
De onderzoekers deden de aanbeveling de Taser in te voeren als standaardbewapening voor de Aanhoudings- en Ondersteuningsteams (arrestatieteams). Daartoe moest er zo spoedig mogelijk een gecertificeerde opleiding komen voor Tasergebruikers en alleen gecertificeerde teamleden zouden gerechtigd moeten zijn de Taser te gebruiken.

#### Pilot straatteams 2017 - 2018
Van februari 2017 tot en met februari 2018 experimenteerde de Nederlandse politie met stroomstootwapens in straatteams in vier eenheden. Politiemensen in Zwolle, Amersfoort en de Eenheid Noord-Nederland werkten met het stroomstootwapen, evenals de hondengeleiders in Rotterdam. In totaal werden 300 politiemensen opgeleid door de Politieacademie om het stroomstootwapen te gebruiken. De interne evaluatie van de pilot kwam tot de conclusie dat "het gebruik van het stroomstootwapen in de vorm van het afvuren van de pijltjes op afstand, of enkel het daarmee dreigen, bijdraagt aan een veiliger en effectiever politieoptreden." De politie constateert dat de dreiging van het stroomstootwapen het belangrijkste effect is. Wel is de effectiviteit afhankelijk van de wijze waarop het wapen wordt gebruikt. Bij personen met verward gedrag moet worden voorkomen dat het wapen lichtvaardig ingezet wordt. De politie wil de risico's tot een minimum beperken door opleiding en training. Kritisch is de evaluatie over de zogenaamde stundrive mode: het wapen direct op de huid van de verdachte zetten. Dat is "beperkt effectief en omstreden" aldus de politie en moet beter gereguleerd worden.

#### Landelijke invoering 2019
In november 2019 maakte Minister Grapperhaus van Justitie en Veiligheid bekend dat agenten een stroomstootwapen krijgen om zich te verdedigen. Er worden 17.000 agenten met de Taser uitgerust en het kabinet trekt daar 30 miljoen euro voor uit. Korpschef Erik Akerboom eiste eerder op hoge toon de invoering van de Taser na nieuwe incidenten waarin agenten geconfronteerd werden met geweld en bedreigingen. Bij het bekendste incident daarvan was overigens volstrekt onduidelijk dat de inzet van een Taser zinvol zou zijn geweest.  Mensenrechtenorganisatie Amnesty International zet vraagtekens bij het wapen vanwege risico's voor de gezondheid en het gebruik van de stundrive mode. Volgens de minister zijn er geen of verwaarloosbare gezondheidsrisico's: "Het is heel even onprettig". De minister hoopt dat in 2021 alle politieagenten ermee zijn uitgerust.